# At-Tauba
At-Tauba (arabisch التوبة, DMG at-Tauba ‚Die Umkehr‘) ist die 9. Sure des Korans, sie enthält 129 Verse. Nach dem ersten Wort der Sure wird sie manchmal auch al-Barāʾa (Unschuldserklärung, Aufkündigung, Freispruch) genannt. Die Sure gehört zu den Teilen des Korans, die gänzlich in Medina offenbart wurden, und zwar nach der Eroberung Mekkas zu Anfang des Jahres 630; die muslimischen Kommentatoren denken im Allgemeinen an 631.
Als einzige im Koran beginnt diese Sure nicht mit der Basmala-Formel. Zur Erklärung dieses Umstandes wird unter anderem angeführt, dass die Gefährten Mohammeds sich nicht einig darüber waren, ob die Suren 8 und 9 voneinander unabhängig seien oder eine Einheit bilden.
Der erste Teil der Sure, bis zum Vers 37, regelt die Beziehungen der Muslime zu den Polytheisten sowie den Christen und Juden. Der Beginn des fünften Verses, als Schwertvers bekannt, ist im islamischen Recht und in der klassischen Koranexegese als juristische Begründung für den bewaffneten Dschihad herangezogen worden, ebenso Vers 29, der die Unterwerfung der Buchbesitzer behandelt.
Der zweite Teil besteht aus Vers 38 bis 127 und bezieht sich auf die Expedition gegen die Oase Tabuk im Norden der Arabischen Halbinsel, die im Jahre 630 unter Mohammeds Führung stattfand. Die beiden letzten Verse scheinen ein Überbleibsel aus der mekkanischen Periode zu sein, die bei der Redaktion der offiziellen Ausgabe hier nachträglich angehängt worden seien.
In Theodor Nöldekes Chronologie der Teile des Korans, die bis heute in der westlichen Islamwissenschaft weitgehend als zuverlässig akzeptiert wird, erscheint die Sure 9 an zweitletzter Stelle.